# Heinrich Schürmann (Jurist)
Heinrich Schürmann (* 1951) ist ein deutscher Jurist und Richter im Ruhestand.

## Leben
Schürmann begann 1981 seine Tätigkeit im richterlichen Dienst des Landes Niedersachsen. Es folgten Tätigkeiten bei der Staatsanwaltschaft Oldenburg, am Landgericht Oldenburg sowie an den Amtsgerichten Aurich und Wilhelmshaven. Im Jahr 1991 erfolgte die Nennung zum Richter am Oberlandesgericht Oldenburg. Schwerpunkte in seiner Richtertätigkeit waren das Familienrecht sowie dessen Verknüpfungen mit dem Steuer- und Sozialrecht. 2008 übernahm er den Vorsitz des 14. Senats am OLG Oldenburg. Am 30. November 2016 trat Schürmann in den Ruhestand ein.
Schürmann ist Mitglied der wissenschaftlichen Vereinigung für Familienrecht und ehemaliger stellvertretender Vorsitzender des Deutschen Familiengerichtstags. Zudem tritt er als Autor und Herausgeber zahlreicher Beiträge zum Familienrecht in Erscheinung. So ist er vor allem für die Herausgabe der Tabellen und Leitlinien zum Unterhaltsrecht, die 2020 in 41. Auflage erschienen, bekannt.

## Schriften (Auswahl)
- mit Notburga Ott, Martin Werding: Schnittstellen im Sozial-, Steuer- und Unterhaltsrecht, Nomos, Baden-Baden 2012, ISBN 978-3-8329-7425-1.
- Sozialrecht für die familienrechtliche Praxis, Verlag Ernst und Werner Gieseking, Bielefeld 2016, ISBN 978-3-7694-1165-2.
- mit Ansgar Fischer (Hrsg.): Tabellen zum Familienrecht. Tabellen und Leitlinien zum Unterhaltsrecht, Rechengrößen zum Zugewinn und Versorgungsausgleich, 41. Auflage, Luchterhand Verlag, Köln 2020, ISBN 978-3-472-09670-2.